# Freilandmuseum Grassemann

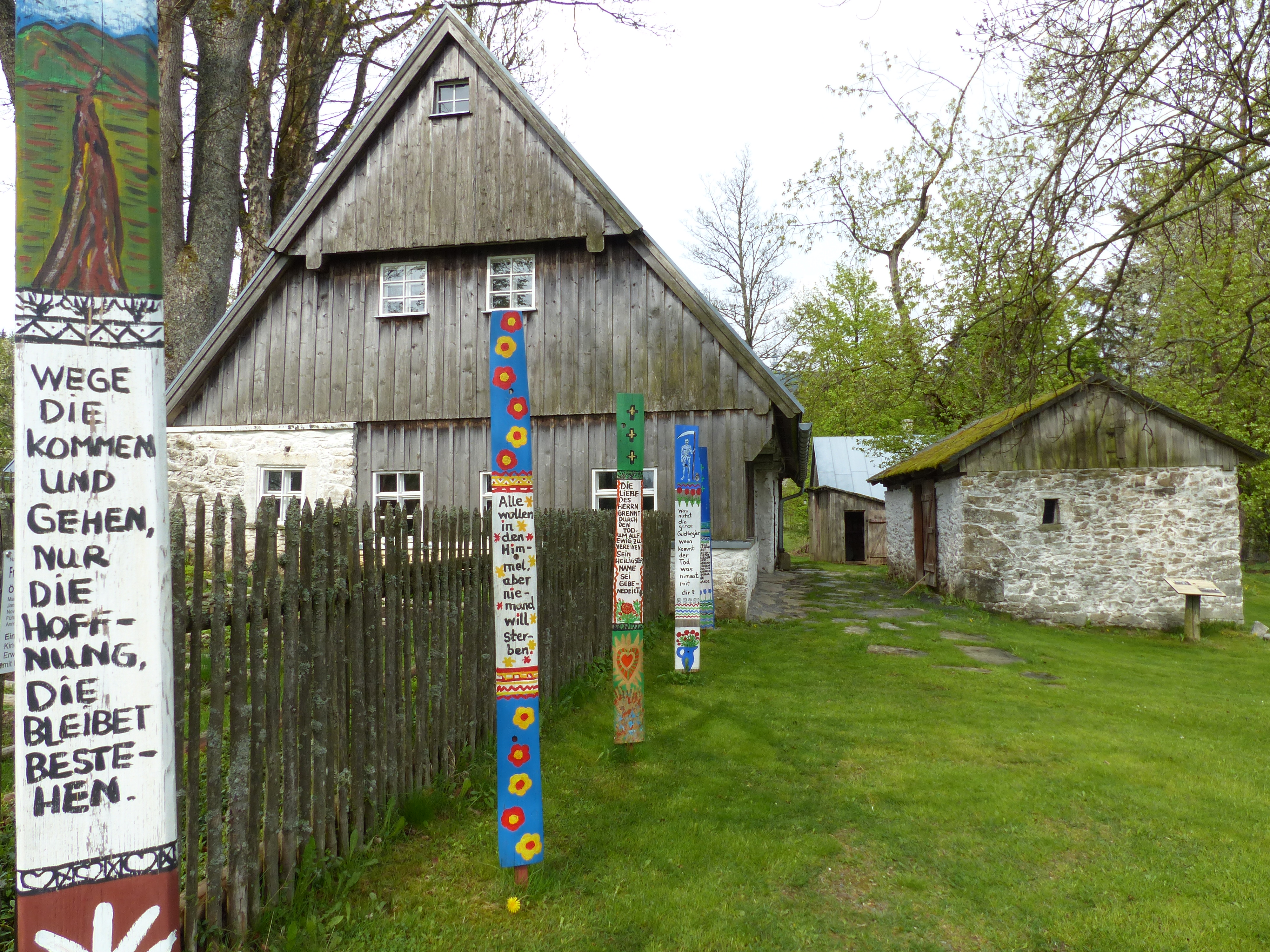
Freilandmuseum Grassemann

Das Freilandmuseum Grassemann ist eine Infostelle des Naturparks Fichtelgebirge und ein Freilandmuseum in Grassemann, einem Gemeindeteil der oberfränkischen Gemeinde Warmensteinach.
Das Museum besteht aus einem einstmals für das südliche Fichtelgebirge typischen Einfirsthof aus dem Jahr 1698 mit Wohnteil, Stall und Scheune unter einem Dach (Wohnstallhaus). Es ist als Baudenkmal geschützt. Die markgräfliche Anordnung, die Feuerstellen der Häuser mit einem Kamin nachzurüsten, führte 1760 zu baulichen Veränderungen. Dabei wurde auch ein Keller angelegt, der für die Lagerung der neu eingeführten Kartoffel notwendig geworden war. 1835 wurde die Scheune durch einen Anbau vergrößert. Eine Ausstattung mit Wasser- oder Stromleitungen fand für das Haus nicht statt. Zu den Förderern des Museumsgedankens zählt Karl Bedal, der auch Bilder des Anwesens anfertigte.
Das Anwesen vermittelt einen Einblick in den Wohn- und Lebensalltag auf einem kleinen Mittelgebirgs-Bauernhof. Die Landwirtschaft diente vor allem der Selbstversorgung. Die Bewohner arbeiteten daneben im Bergbau, im Wald oder als Handweber. Eine Attraktion sind die Spuren der Bau- und Nutzungsgeschichte: der Holz-Blockbau, die Schwarze Küche und der Hinterlader-Kachelofen. Zum Thema Menschen und Wälder zeigt das Museum den Wandel der Bedeutung des Waldes für den Menschen von den früheren Waldnutzungen bis heute. Ein Lehrpfad zur historischen Entwicklung der Kulturlandschaft über das Museumsgelände hinaus lädt zu einer Entdeckungstour ein: Bei eingehender Betrachtung lassen sich in der Landschaft Reste früherer Nutzungen erkennen, beispielsweise in Form von Lesesteinwällen oder Pingen. Das Jahresprogramm bietet wechselnde Sonderausstellungen, Museumsfeste und Märkte.
Die Gestalt des Hofgebäudes bildete das Vorbild für das nahe gelegene Waldhaus Mehlmeisel.